# 天主教福莫薩教區 (巴西)
天主教福莫薩教區（拉丁語：Dioecesis Formosensis），是巴西一個天主教教區，包括中部戈亞斯州十六市。屬巴西利亞總教區。
現任教區主教為保祿·貝洛托。2010年有教友230,000人，佔轄區總人口78.2%。有廿二個堂區、司鐸廿七人。
1956年3月26日設自治監督區。1979年10月16日升為教區。